# Giovanni II di Brabante
Giovanni II di Brabante, detto "il pacifico" (27 settembre 1275 – Tervuren, 27 ottobre 1312), fu duca di Lorena e del Brabante e duca di Limburgo dal 1294 alla sua morte.

## Origine
Secondo la Genealogia Ducum Brabantiæ Ampliata, Giovanni era il figlio maschio secondogenito del duca di Lorena e del Brabante e duca di Limburgo, Giovanni I di Brabante e della moglie, Margherita di Dampierre o di Fiandra (1251-1285), che sia secondo il Iohannis de Thilrode Chronicon che secondo il Iohannis de Thielrode Genealogia Comitum Flandriæ era figlia del Conte di Fiandra e Marchese di Namur, Guido di Dampierre e di Matilde di Bethune, che secondo gli Annales Blandinienses era figlia ed ereditiera di Roberto VII di Bethune, signore di Béthune, Termonde, Richebourg e Warneton, e d'Elisabeth de Morialmez.
Secondo la Genealogia Ducum Brabantiæ Heredum Franciæ, Giovanni I di Brabante era il figlio maschio secondogenito del duca Duca di Lorena e del Brabante, Enrico III e di Alice di Borgogna, che, secondo gli Annales Parchenses era figlia del Duca di Borgogna e re titolare di Tessalonica, Ugo IV (1212 – 1272) e della moglie (come ci viene confermato dalla Chronica Albrici Monachi Trium Fontium) Yolanda di Dreux (1212 – 1248), che era figlia del conte di Dreux e di Braine, Roberto III e della moglie (come ci viene confermato dal documento n° LXXIX del Cartulaire du comté de Ponthieu Eleonora, signora di Saint-Valéry.

## Biografia
Nel gennaio 1278, suo padre Giovanni I, concordò con il re d'Inghilterra, Edoardo I, il matrimonio di Giovanni con la figlia di Edoardo, Margherita, come viene confermato dalla lettera di Edoardo a Giovanni I del gennaio di quell'anno e delle risposta di Giovanni I ad Edoardo il 6 gennaio di quello stesso anno.
Verso il 1284, suo fratello il primogenito, Goffredo, di circa undici anni, morì (infatti la Genealogia Ducum Brabantiæ Ampliata, riporta che Goffredo morì giovane), quindi Giovanni divenne erede dei ducati.
Sua sorella, Margherita, ancora secondo la Genealogia Ducum Brabantiæ Ampliata, nel 1292, aveva sposato il conte di Lussemburgo, Enrico VII, futuro re di Germania, re d'Italia e Imperatore del Sacro Romano Impero, mentre l'altra sorella, Maria, qualche anno dopo, come ci conferma ancora la Genealogia Ducum Brabantiæ Ampliata, divenne moglie del Conte di Savoia e Conte d'Aosta e Moriana, Amedeo V di Savoia.
Succedette al padre nel 1294,: suo padre Giovanni I morì, nel 1294: secondo il Balduini Ninovensis Chronicon Giovanni (Iohannis huius nominis primus dux Lotharingie, Brabantie et Lemburgie) morì il 7 marzo (nonas maii); sempre secondo il Balduini Ninovensis Chronicon lo scontro era avvenuto circa cinque giorni prima della morte del duca, Giovanni I venne sepolto nel coro della chiesa dei Francescani a Bruxelles; secondo il Trophees tant sacres que profanes de la duché de Brabant ..., Volume 1, il duca fu condotto nel suo ducato, dove tentarono inutilmente di curarlo, senza precisare il luogo.
Ancora il Balduini Ninovensis Chronicon ci informa che gli succedette il figlio, Giovanni (Giovanni II).
Durante il suo regno il Brabante continuò ad opporsi all'espansione francese. Cercò di strappare l'Olanda meridionale al conte Giovanni I di Hainaut, filofrancese, ma senza successo: Giovanni II di Brabante, alleatosi con Gwijde di Namur, all'inizio del XIV secolo, riuscì a conquistare buona parte dell'Utrtecht e della Zelanda, prendendo prigioniero Gwijde, il fratello di Giovanni I di Hainaut. Gwijde di Namur, l'alleato di Giovanni II venne infine sconfitto nel 1304 dalle flotte olandesi e francesi, al comando di Ranieri I di Monaco,  nella battaglia navale di Zierikzee (questi avvenimenti sono raccontati dalla Chronologia Johannes de Beke) e Giovanni I di Hainaut riconquistò il proprio potere nelle contee d'Olanda e Zelanda.
Giovanni II, che soffrì per tutta la vita di calcolosi renale e voleva assicurare una successione pacifica al suo figlio ed erede Giovanni III, il 27 settembre 1312 firmò la Carta di Kortenberg; l'accordo prevedeva, che un consiglio, composto dai rappresentanti delle città e della nobiltà, si riunisse ogni tre settimane per garantire nel ducato l'osservanza dei privilegi e delle consuetudini.
Giovanni II morì esattamente un mese dopo la firma della Carta di Kortenberg, come ci conferma la Oude Kronik van Brabant (non consultata). Dopo la morte venne tumulato nella Concattedrale di San Michele e Santa Gudula a Bruxelles..

## Matrimonio e discendenza
L'8 luglio 1290 Giovanni sposò nell'abbazia di Westminster, a Londra, Margherita d'Inghilterra, figlia di re Edoardo I d'Inghilterra e della sua prima regina consorte Eleonora di Castiglia. 
Giovanni II da Margherita ebbe un solo figlio:
- Giovanni (1296 circa - 1355), duca di Brabante e Limburgo[2].

Giovanni II da alcune amanti di cui non si conoscono né il nome né gli ascendenti ebbe quattro figli illegittimi:
- Jan van Corsselaer († dopo il 1373), più tardi signore di Witthem, Wailwilre, Machelen, la Rochette e Colonster.[27]
- Jan van Wyvliet († tra il 1341 ed il 1363), signore di Blaesveld e Kuyc.[28]
- Jan Cordeken († nel 1361 circa), signore di Glymes, legittimato nel 1344 in forza di un atto dell'imperatore Ludovico.[29]
- Jan Magermann († tra il 1355 ed il 1357).

## Ascendenza
|                         |                           |                          | Genitori                      |  |  | Nonni |  |  | Bisnonni              |  |  | Trisnonni            |  |
|                         |                           |                          |                               |  |  |       |  |  | Enrico II di Brabante |  |  | Enrico I di Brabante |  |
|                         |                           |                          |                               |  |  |       |  |  | Enrico II di Brabante |  |  | Enrico I di Brabante |  |
|                         |                           | Matilde di Lorena        |                               |  |  |       |  |  | Enrico II di Brabante |  |  |                      |  |
| Enrico III di Brabante  |                           |                          |                               |  |  |       |  |  | Enrico II di Brabante |  |  |                      |  |
|                         |                           | Maria di Svevia          | Filippo di Svevia             |  |  |       |  |  |                       |  |  |                      |  |
|                         |                           | Maria di Svevia          | Filippo di Svevia             |  |  |       |  |  |                       |  |  |                      |  |
|                         |                           | Maria di Svevia          | Irene Angela                  |  |  |       |  |  |                       |  |  |                      |  |
| Giovanni I di Brabante  |                           | Maria di Svevia          |                               |  |  |       |  |  |                       |  |  |                      |  |
|                         |                           | Ugo IV di Borgogna       | Ottone III di Borgogna        |  |  |       |  |  |                       |  |  |                      |  |
|                         |                           | Ugo IV di Borgogna       | Ottone III di Borgogna        |  |  |       |  |  |                       |  |  |                      |  |
|                         |                           | Ugo IV di Borgogna       | Alice di Vergy                |  |  |       |  |  |                       |  |  |                      |  |
| Alice di Borgogna       |                           | Ugo IV di Borgogna       |                               |  |  |       |  |  |                       |  |  |                      |  |
|                         |                           | Yolanda di Dreux         | Roberto III di Dreux          |  |  |       |  |  |                       |  |  |                      |  |
|                         |                           | Yolanda di Dreux         | Roberto III di Dreux          |  |  |       |  |  |                       |  |  |                      |  |
|                         |                           | Yolanda di Dreux         | Eleonora di Saint-Valéry      |  |  |       |  |  |                       |  |  |                      |  |
| Giovanni II di Brabante |                           | Yolanda di Dreux         |                               |  |  |       |  |  |                       |  |  |                      |  |
|                         | Guglielmo II di Dampierre | Guido II di Dampierre    |                               |  |  |       |  |  |                       |  |  |                      |  |
|                         | Guglielmo II di Dampierre | Guido II di Dampierre    |                               |  |  |       |  |  |                       |  |  |                      |  |
|                         | Guglielmo II di Dampierre | Matilde I di Borbone     |                               |  |  |       |  |  |                       |  |  |                      |  |
| Guido di Dampierre      | Guglielmo II di Dampierre |                          |                               |  |  |       |  |  |                       |  |  |                      |  |
|                         |                           | Margherita II di Fiandra | Baldovino I di Costantinopoli |  |  |       |  |  |                       |  |  |                      |  |
|                         |                           | Margherita II di Fiandra | Baldovino I di Costantinopoli |  |  |       |  |  |                       |  |  |                      |  |
|                         |                           | Margherita II di Fiandra | Matilde di Champagne          |  |  |       |  |  |                       |  |  |                      |  |
| Margherita di Dampierre |                           | Margherita II di Fiandra |                               |  |  |       |  |  |                       |  |  |                      |  |
|                         |                           | Roberto VII di Bethune   | …                             |  |  |       |  |  |                       |  |  |                      |  |
|                         |                           | Roberto VII di Bethune   | …                             |  |  |       |  |  |                       |  |  |                      |  |
|                         |                           | Roberto VII di Bethune   | …                             |  |  |       |  |  |                       |  |  |                      |  |
| Matilde di Bethune      |                           | Roberto VII di Bethune   |                               |  |  |       |  |  |                       |  |  |                      |  |
|                         |                           | Elisabetta di Morialmez  | …                             |  |  |       |  |  |                       |  |  |                      |  |
|                         |                           | Elisabetta di Morialmez  | …                             |  |  |       |  |  |                       |  |  |                      |  |
|                         |                           | Elisabetta di Morialmez  | …                             |  |  |       |  |  |                       |  |  |                      |  |
|                         |                           | Elisabetta di Morialmez  |                               |  |  |       |  |  |                       |  |  |                      |  |

### Letteratura storiografica
- Henry Pirenne, "I Paesi Bassi", cap. XII, vol. VII (L'autunno del Medioevo e la nascita del mondo moderno) della Storia del Mondo Medievale, 1999, pp. 411–444.
- (FR)  Histoire généalogique des ducs de Bourgogne de la maison de France.
- (FR)  Trophées tant sacrés que profanes du duché de Brabant.
- AAVV, Biographie universelle ancienne et moderne... 5. Bongars-Brummer, Parigi, A. Thoisnier Desplaces, 1843,  p. 397. URL consultato il 21 ottobre 2011.